# Культура (Нижньогородська область)
Культура (рос. Культура) — селище в Кстовському районі Нижньогородської області Російської Федерації.
Населення становить 137 осіб. Входить до складу муніципального утворення Ройкинська сільрада.

## Історія
Від 2009 року входить до складу муніципального утворення Ройкинська сільрада.

## Населення
| 2002 | 2010 |
| ---- | ---- |
| 131  | ↗137 |